# Schnee, Mond und Blumen
Schnee, Mond und Blumen (japanisch 雪月花, setsu-getsu-ka oder setsu gekka) ist ein Thema der japanischen Kunst, das aus dem alten China übernommen wurde und das vor allem gegen Ende der Edo-Zeit sehr populär war.

## Einführung
Dieses Thema gelangte in der Heian-Zeit nach Japan und wird mit seinen drei Motiven (in Japan bedeutet „Blumen“ immer Kirschblüten) auf verschiedene Weise zusammengehalten. Am augenscheinlichsten bezieht es sich auf die Jahreszeiten: Schnee = Winter, Mond = Herbst und Blumen = Frühling. (Der kurze heiße Sommer wird dabei übergangen.) Man kann den Dreifach-Satz aber auch als Darstellung von drei Weiß auffassen: Blauweiß = Winter, Gelbweiß = Herbst und Rosaweiß = Frühling.
Ukiyo-e Künstler liebten es, ihre Drucke in Serien zu verkaufen, auch Hängerollen wurden gerne als Dreier-Kombination verkauft. Das Thema wurde – wie auch bei anderen Themen – kombiniert mit schönen Frauen, bekannten Landschaften (Mond immer über einem Gewässer) usw.
Das Thema erscheint auch als Parodie, im Japanischen „Mitate“ (見立て) genannt. Ein Beispiel ist unten am Ende aufgeführt.
„Schnee, Mond und Blumen“ erscheint auch als Dekoration von Lackschachteln, auf der Rückseite traditioneller Spiegel. Tänze wurden in drei entsprechenden Abschnitten aufgeführt, auch in der Tee-Zeremonie spielt der Begriff eine Rolle. 
In modernen Manga taucht Setsu-gekka in Verbindung mit hübschen Mädchen auf. Es gibt auch Lieder mit diesem Titel.

## Beispiele

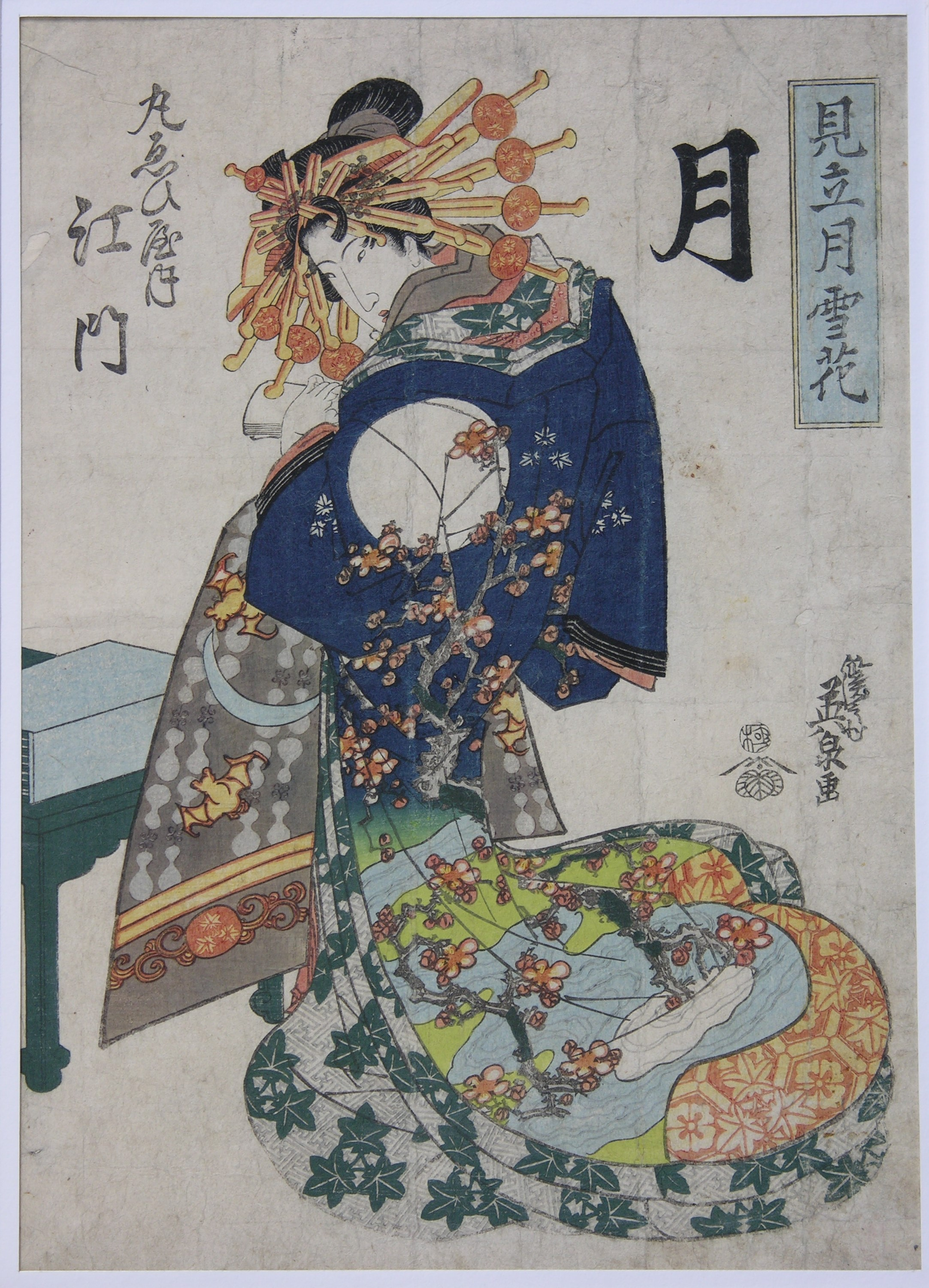
Aus einer Serie hier der Mond: Er erscheint auf dem Kleid

| Katsukawa Shunshō (1726–1793) | Sakai Hōitsu (1761–1828) |
| --- | ------------------------ |
| |                          |
| von links nach rechts: --- Sei Shōnagon (Winter) --------------- Murasaki Shikibu (Herbst) ------------------------ Ono no Komachi (Frühling) | Schnee Mond Blumen       |

- Drucke von Shiba Kōkan, signiert als Suzuki Harushige (1747–1818)

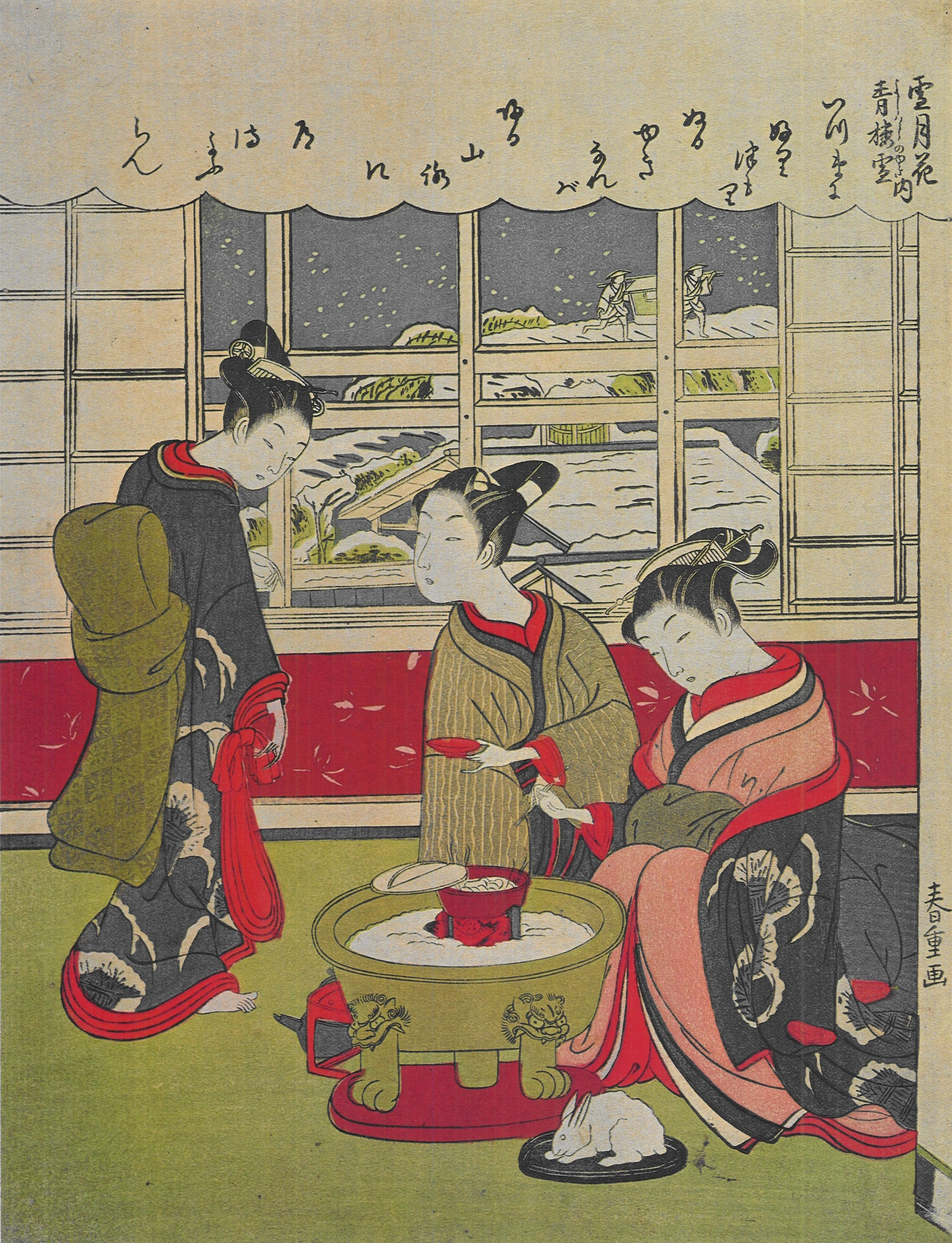
Winter in Yoshiwara
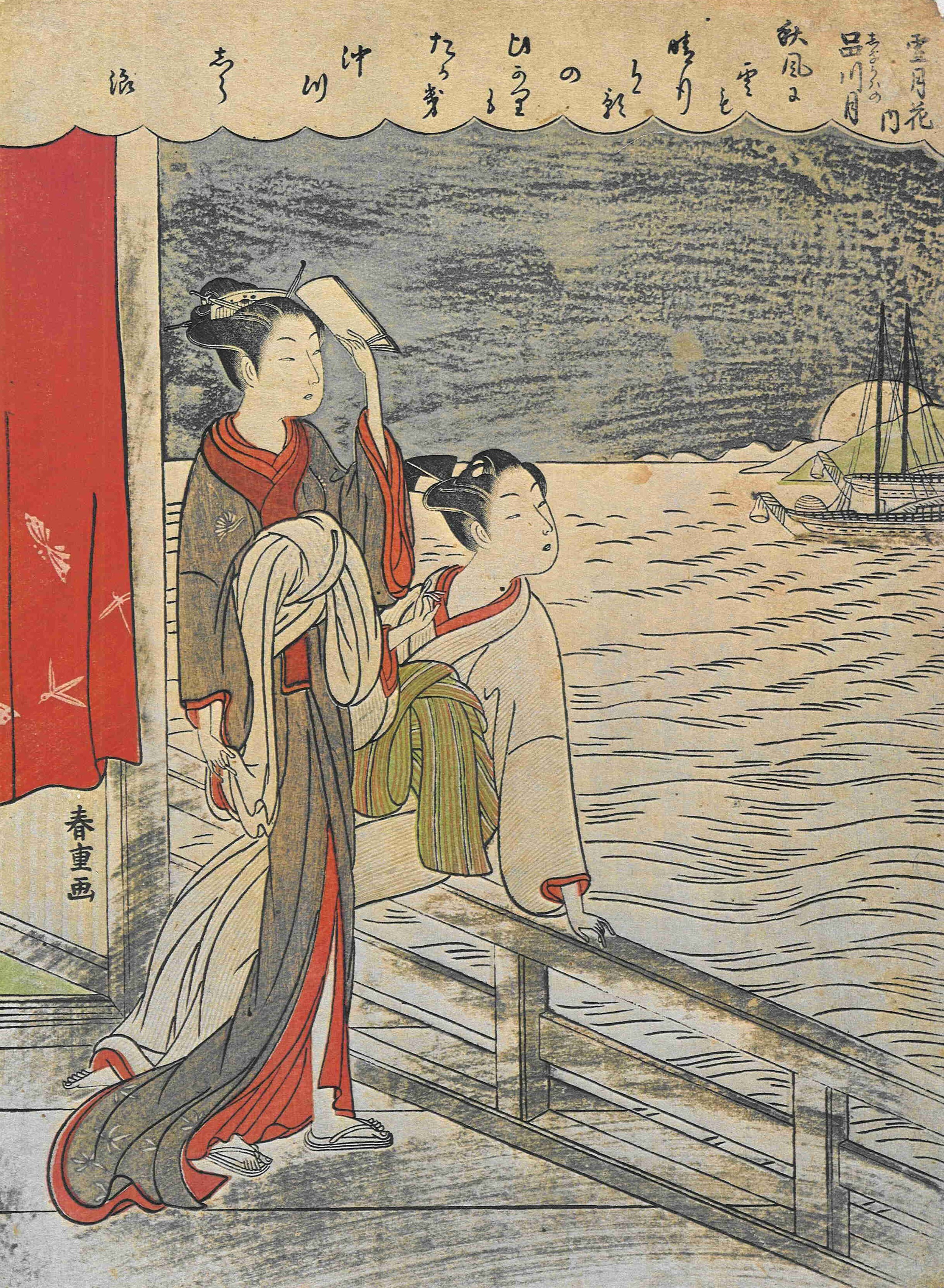
Mond über Shinagawa
Frühling (fehlt noch)

- Drucke von Katsushika Hokusai (1760–1849)

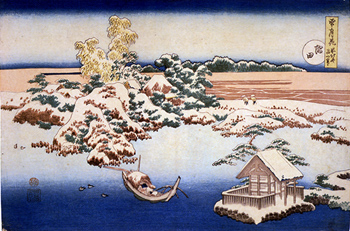
Schnee am Sumidagawa (at Edo)
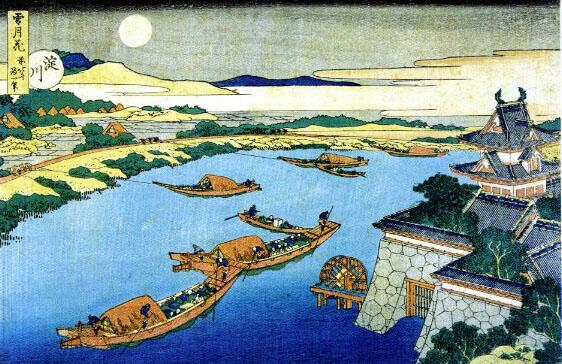
Mond über Yodogawa (in Kansai)
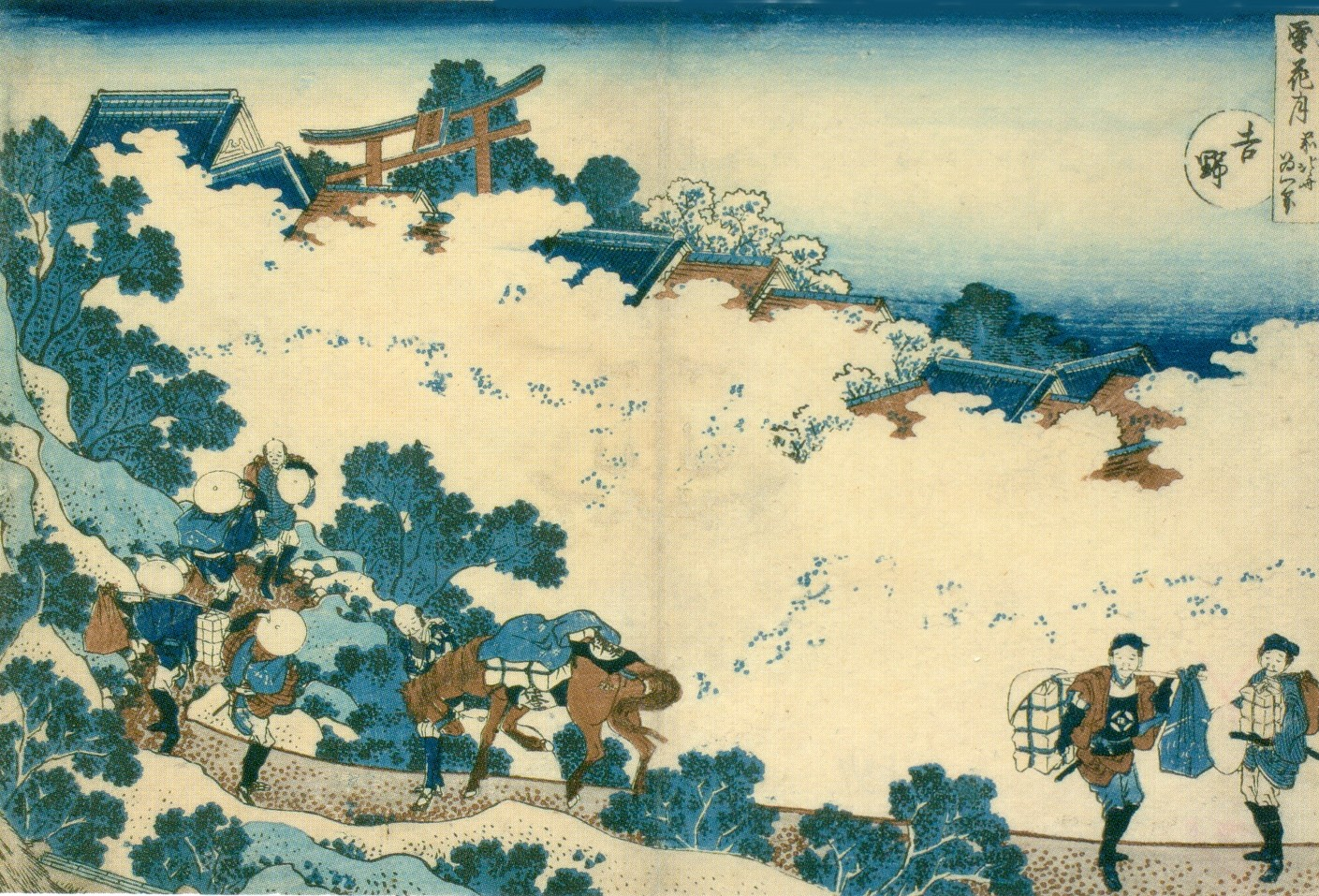
Blumen in Yoshino (in Nara Pref.)
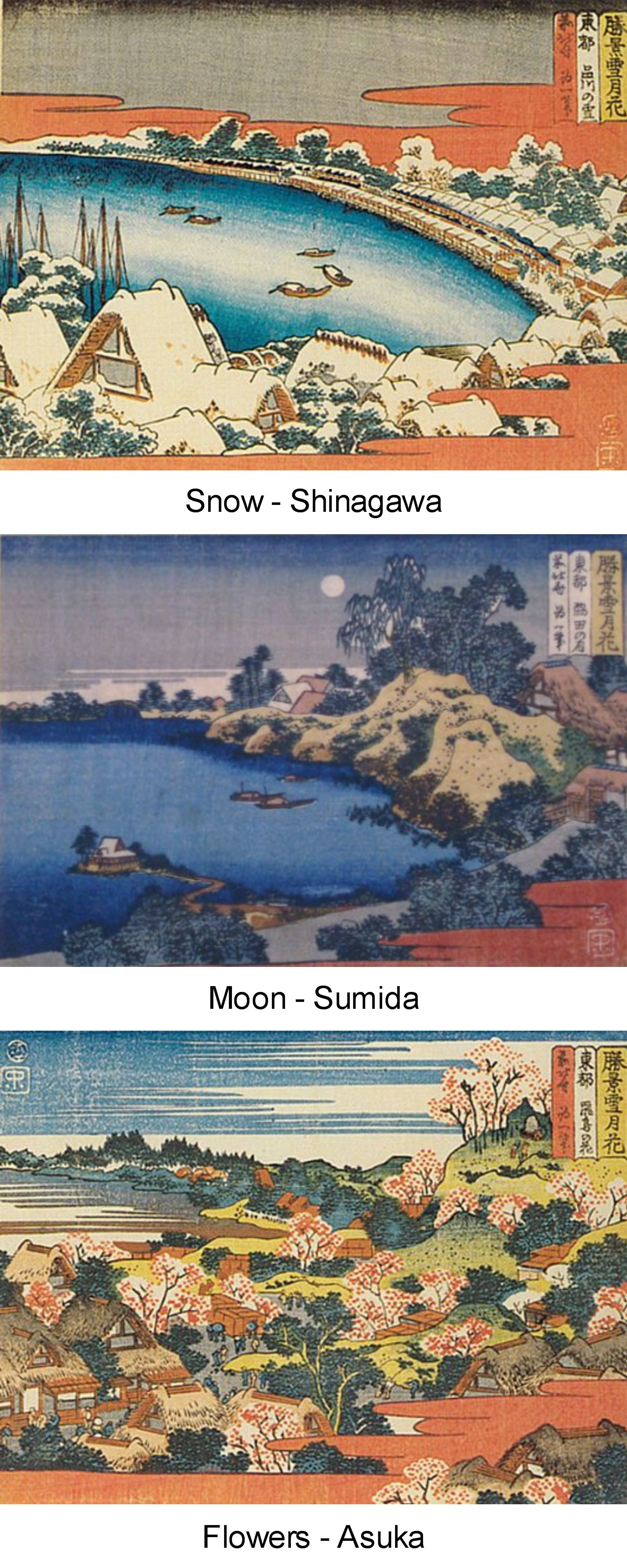
Schnee, Mond   Blumen in Tōto (in und bei Edo)
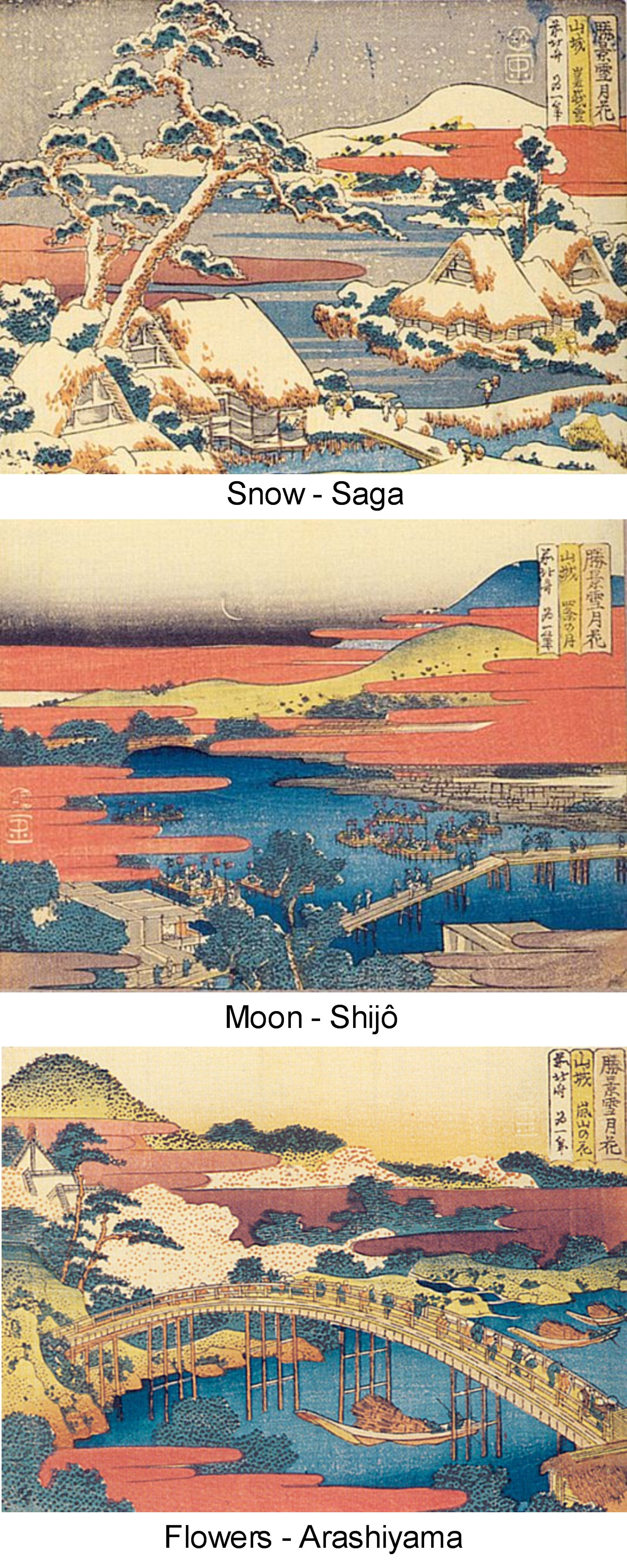
Schnee, Mond   Blumen in Yamashiro (in und bei Kyōto)
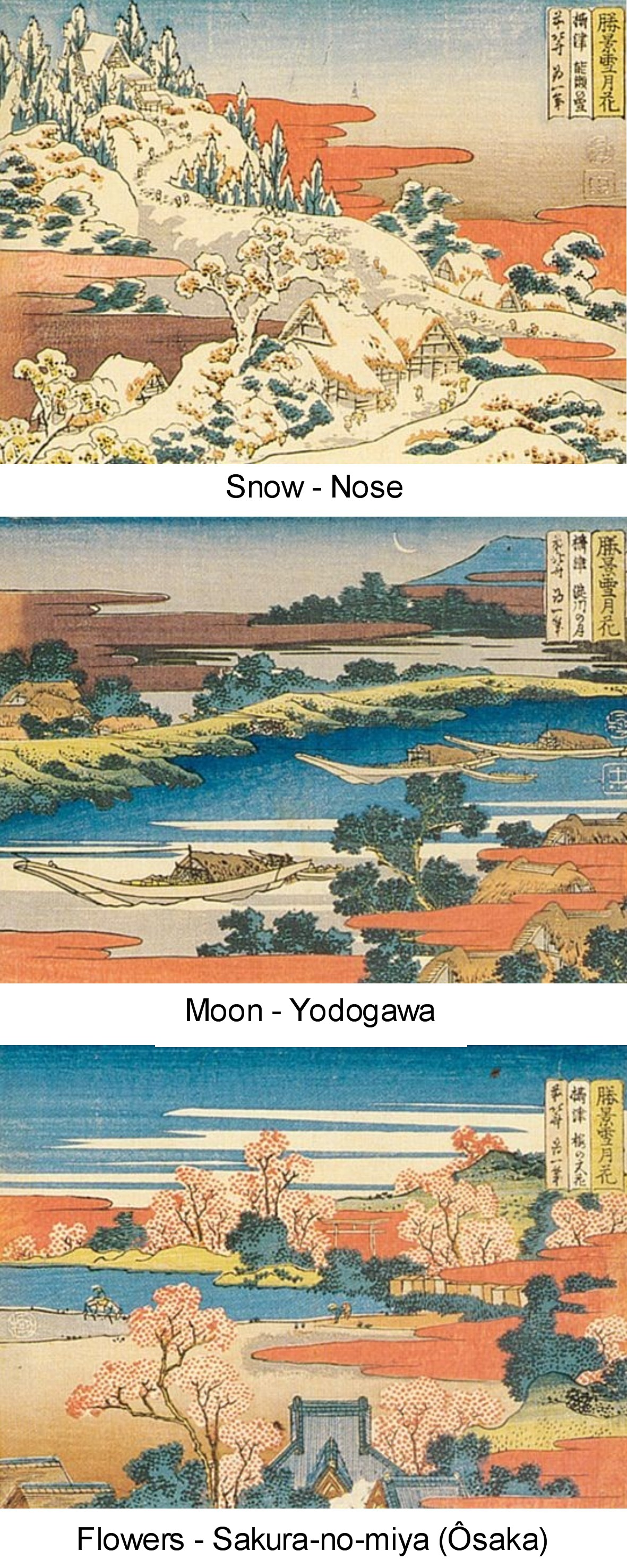
Schnee, Mond   Blumen in Settsu (in und bei Ōsaka)

- Drucke von Utagawa Kunisada (1786–1865) aus der Serie „Bandō Mitsugorō go nagori kyogen setsugekka shichi henka no uchi“ mit Bandō Mitsugorō III.

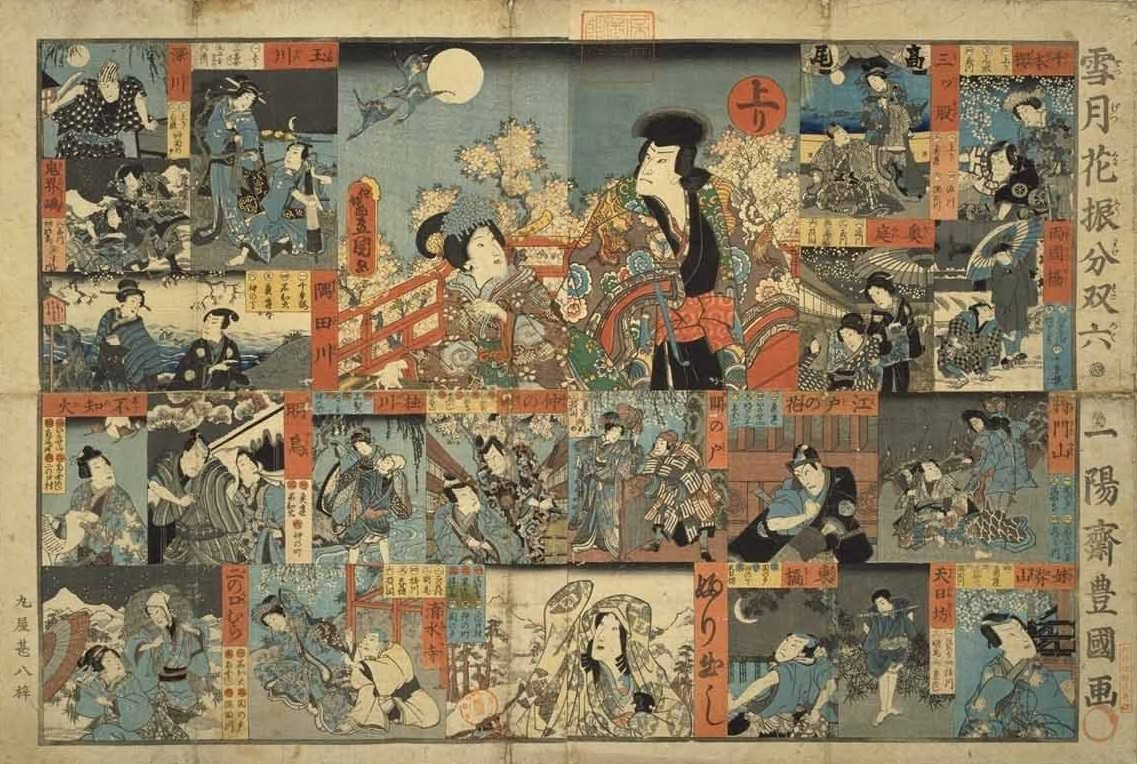
Schnee, Mond und Blumen als Sugoroku Spiel
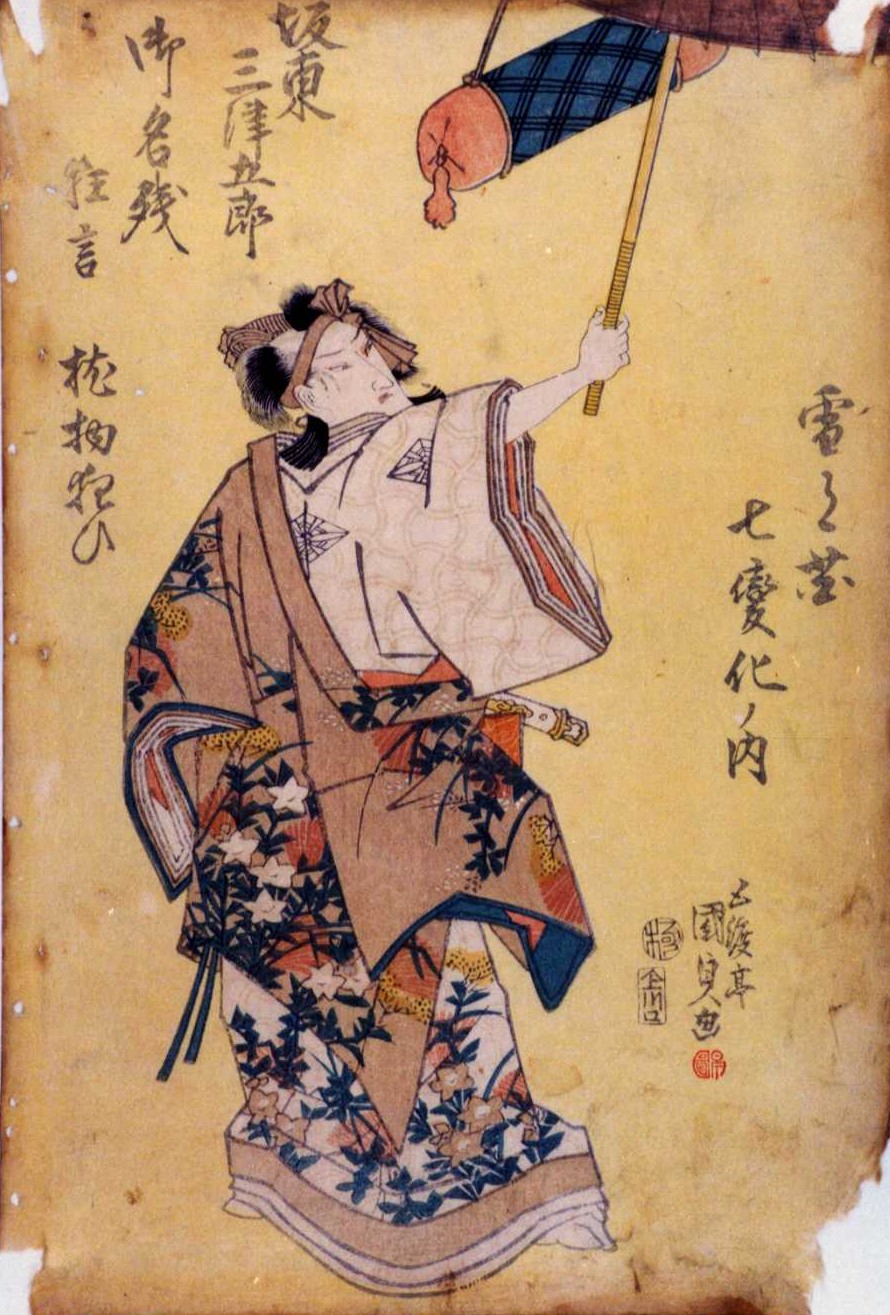
Schee
Mond (fehlt noch)
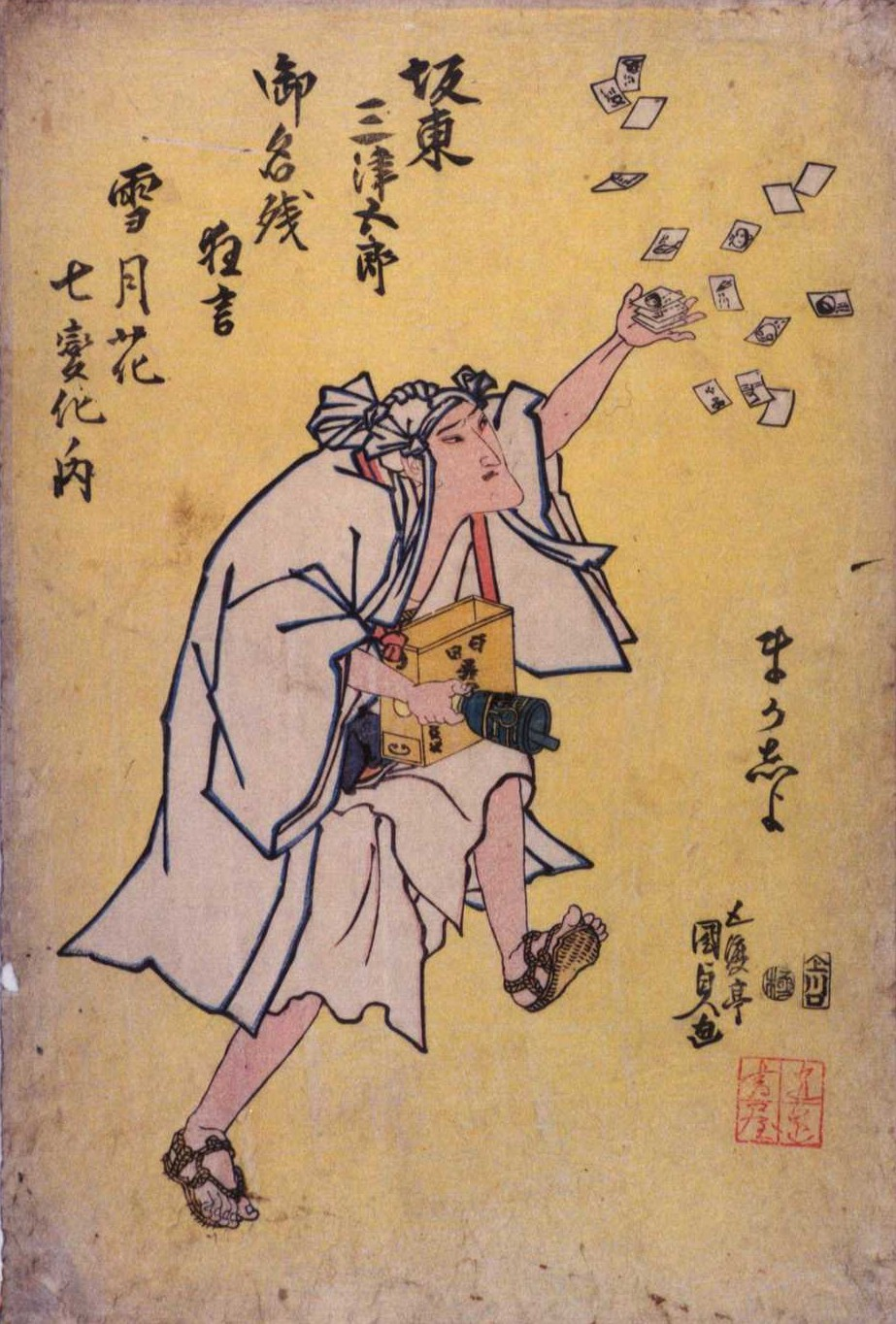
Blumen

- Drucke von Utagawa Kuniyoshi (1797–1861)

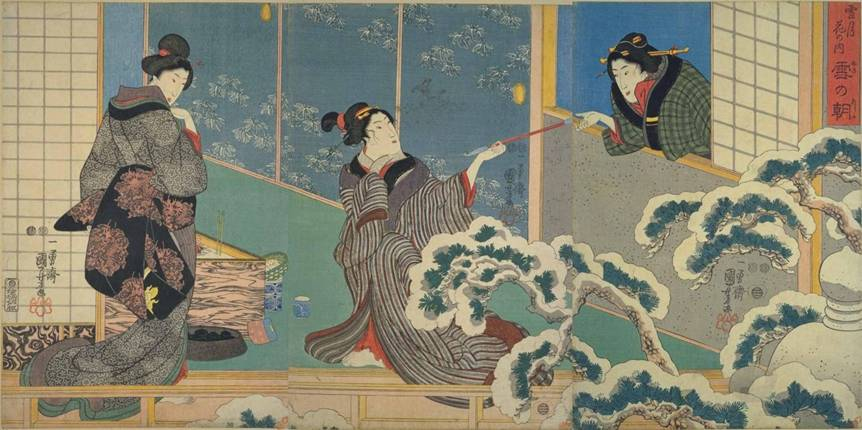
Schnee am Morgen
Mond (fehlt noch)
Blumen (fehlt noch)

- Drucke von Utagawa Hiroshige (1797–1858)

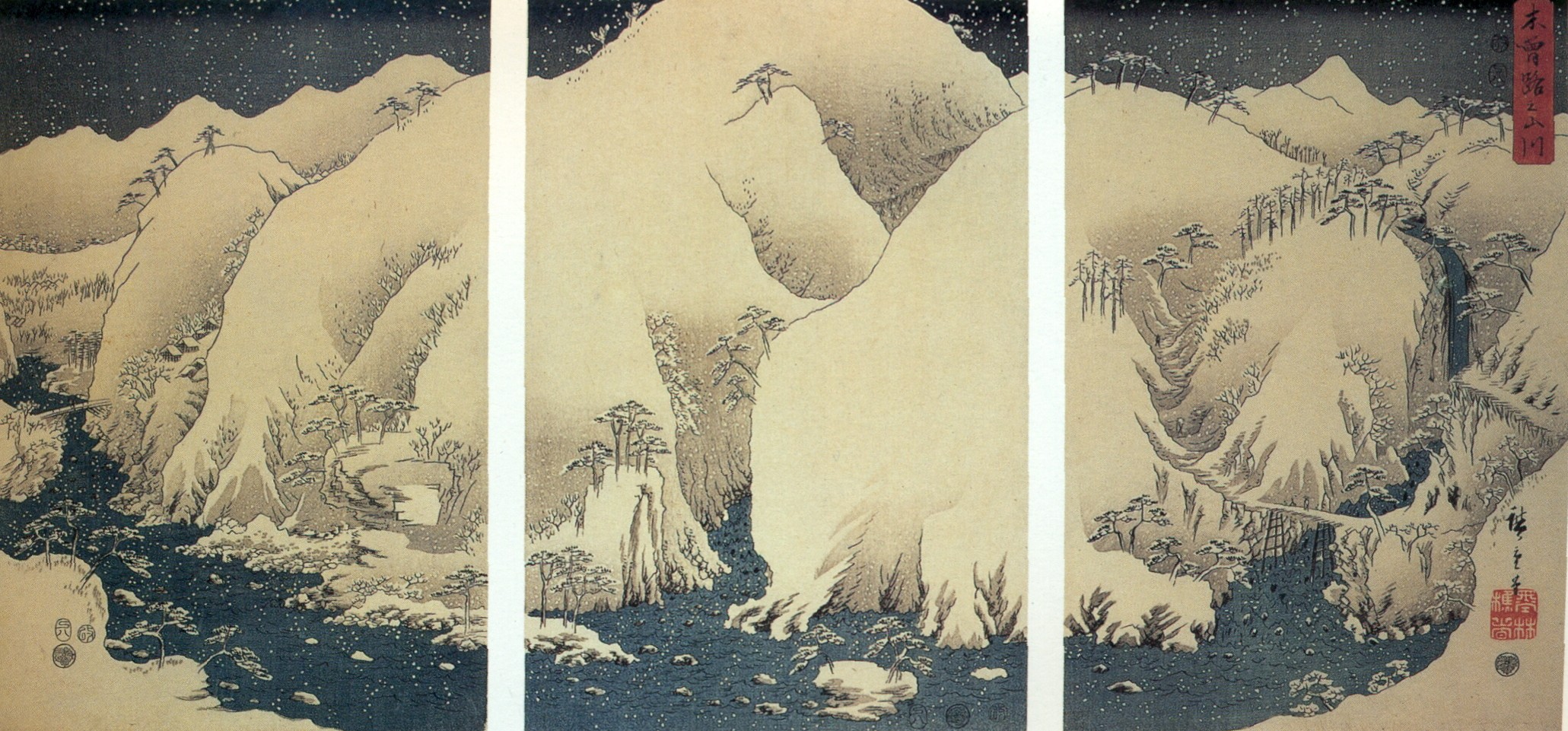
Schnee an der Kiso-Straße
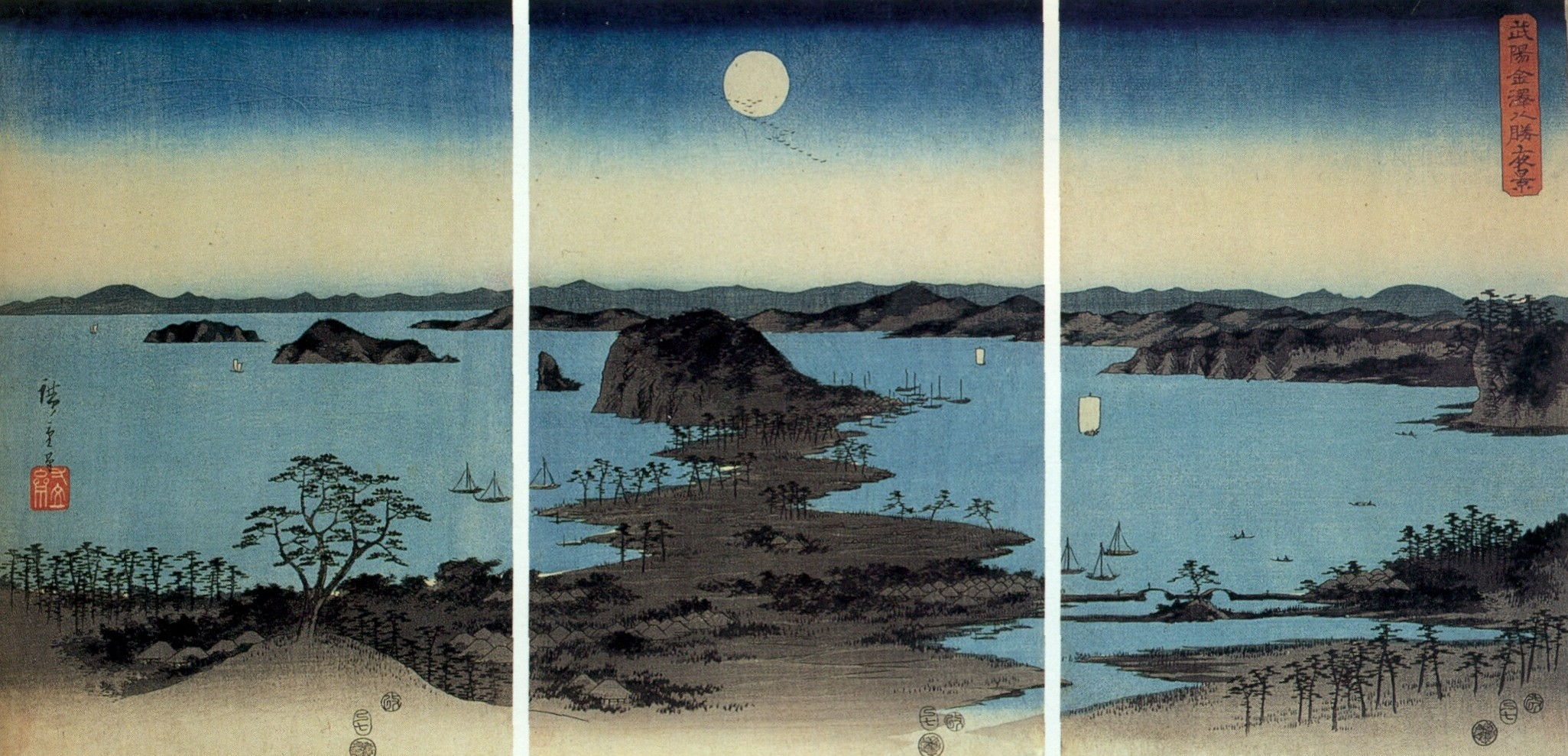
Mond über Kanazawa (Präfektur Kanagawa)
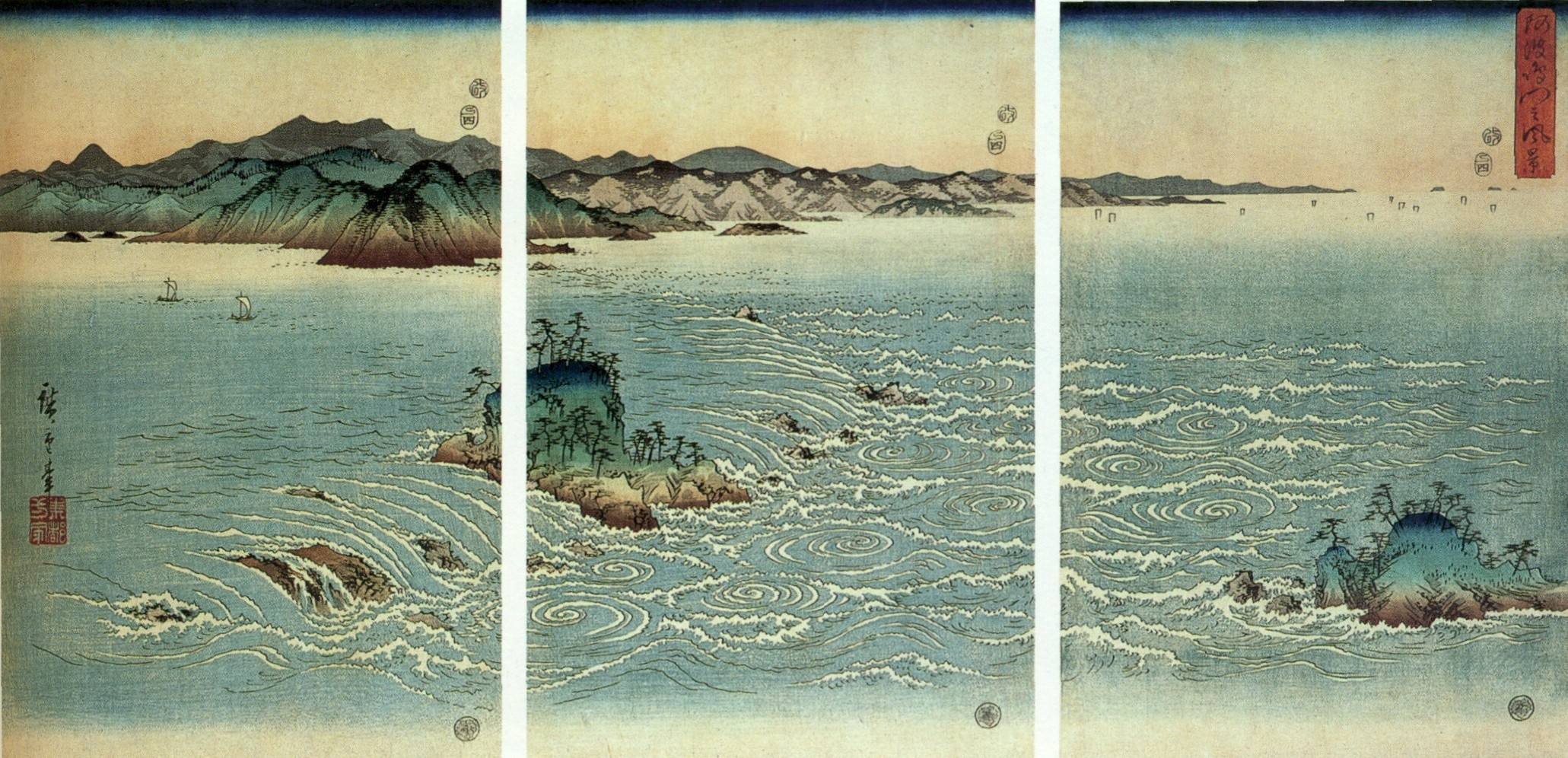
Blumen (Naruto)[Anm. 2]
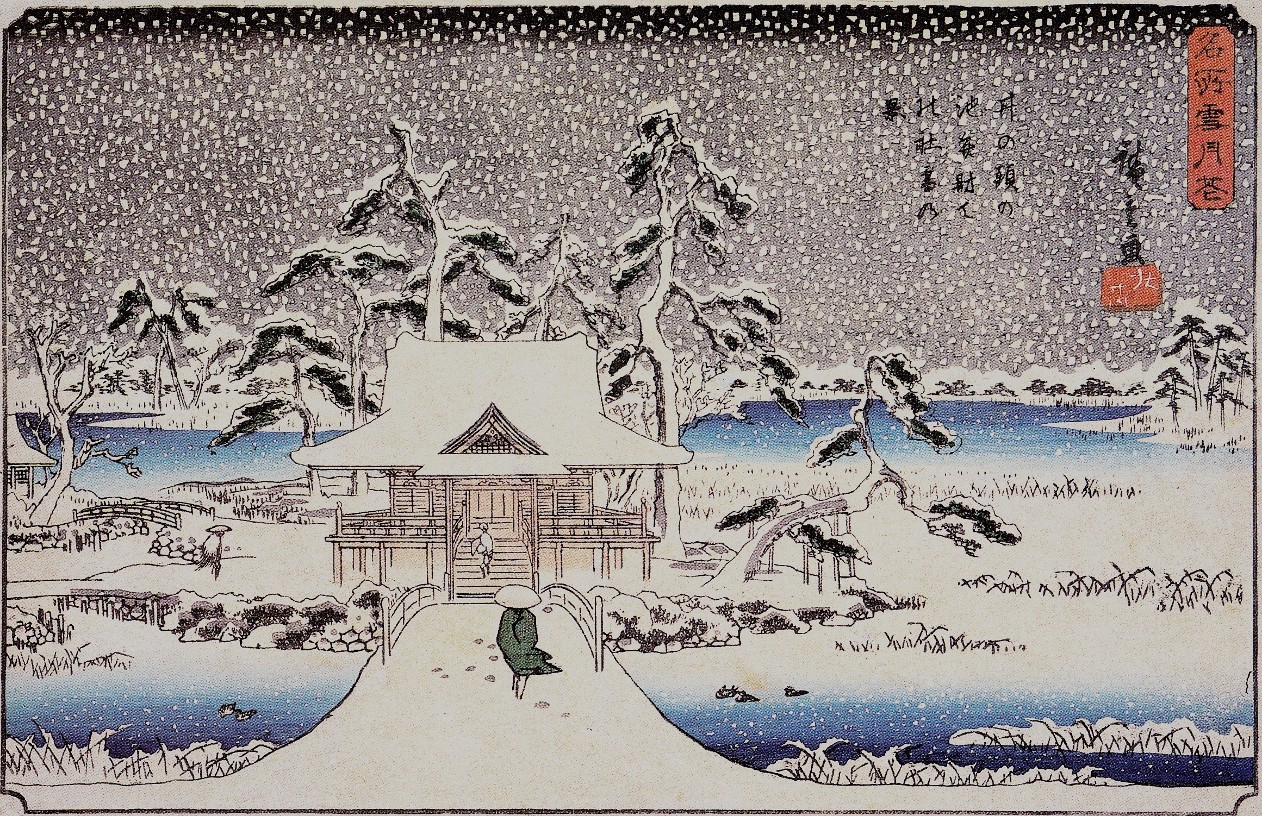
Meisho Schnee (Inokashira)
Meisho Mond (fehlt noch)
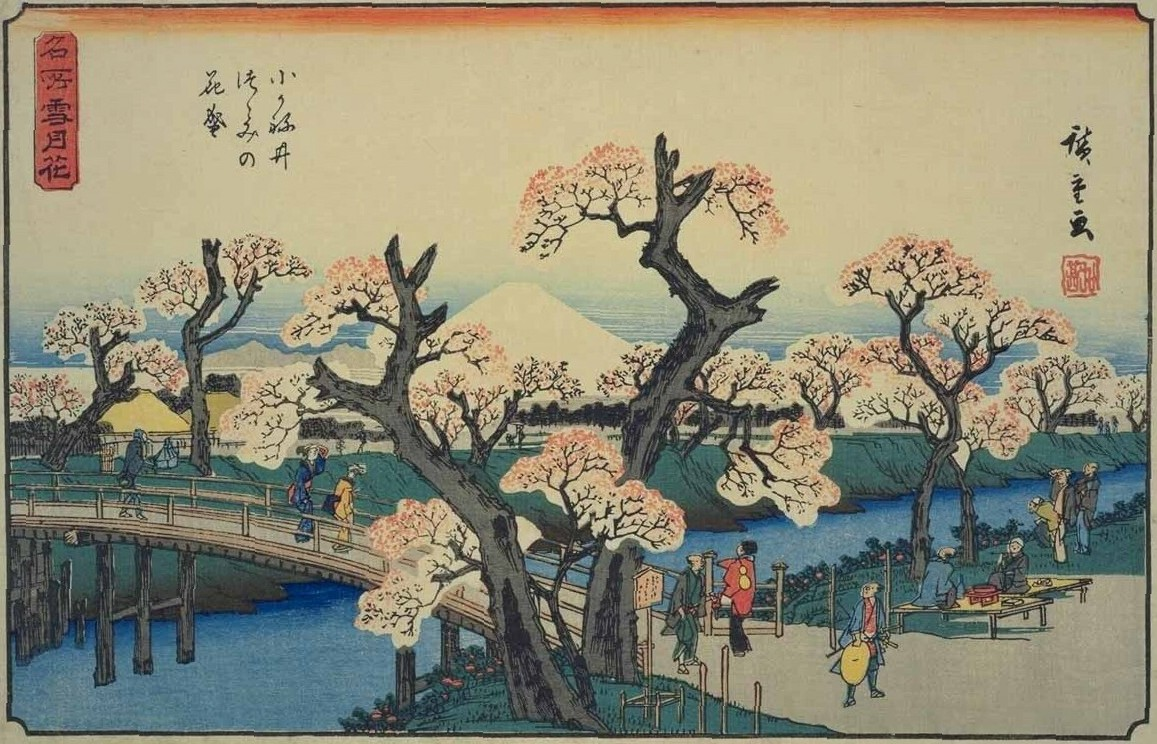
Meisho Blumen (Koganei)

- Parodie (Mitate)

=